# Водник (мох)
Водник, Струмковий мох або Фонтиналіс (Fontinalis) — рід водних мохів родини водникові (Fontinalaceae). Є об'єктом утримання в акваріумістиці.
Зустрічається в чистій, проточній воді по всьому світу, окрім Австралії. У висоту сягає 25-50 см, листя овальне, довжиною 1 см, шириною 0.6 см. В зимовий період ріст припиняється.